# 科特罗内伊
科特罗内伊（義大利語：Cotronei），是意大利克罗托内省的一个市镇。总面积78平方公里，人口5472人，人口密度70.2人/平方公里（2009年）。